# Deceangli
I Deceangli o Deceangi erano una tribù celtica della Britannia, prima della conquista romana, che viveva nel Galles settentrionale. Il suo territorio si estendeva approssimativamente nelle odierne contee di Flintshire e Denbighshire (Galles nord-orientale). 

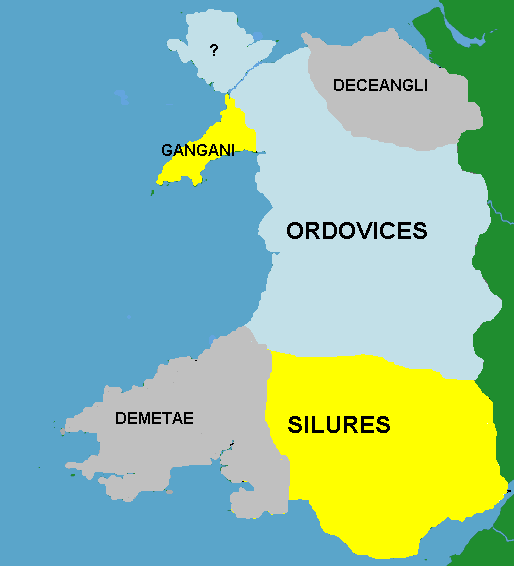
Tribù del Galles al tempo dell'invasione romana. I precisi confini di questi popoli sono ipotetici.

Il primo attacco contro il Galles fu sferrato da Publio Ostorio Scapula, attorno al 48 d.C., proprio contro i Deceangli, che sembra si siano arresi dopo una blanda resistenza (a differenza delle altre tribù gallesi dei Siluri e degli Ordovici, che, invece, si opposero strenuamente ai Romani).
Non si conosce il nome di alcuna città romana nel territorio di questa tribù, sebbene sia probabile che in quest'area vi fosse il forte di truppe ausiliarie di Canovium (Caerhun), che avrebbe avuto attorno un insediamento civile. 